# (24034) 1999 SF2
(24034) 1999 SF2 es un asteroide perteneciente al cinturón de asteroides, descubierto el 22 de septiembre de 1999 por Korado Korlević desde el Observatorio de Višnjan, Zvjezdarnica Višnjan, Croacia.

## Designación y nombre
Designado provisionalmente como 1999 SF2.

## Características orbitales
1999 SF2 está situado a una distancia media del Sol de 2,428 ua, pudiendo alejarse hasta 2,875 ua y acercarse hasta 1,982 ua. Su excentricidad es 0,184 y la inclinación orbital 3,358 grados. Emplea 1382,16 días en completar una órbita alrededor del Sol.
Pertenece a la familia de asteroides de (135) Hertha.

## Características físicas
La magnitud absoluta de 1999 SF2 es 15,06. Tiene 2,716 km de diámetro y su albedo se estima en 0,288.